# Osaka prefektur
För andra betydelser, se Osaka (olika betydelser).
Osaka prefektur (japanska: 大阪府?, Ōsaka-fu) ligger mitt i Kansairegionen på Honshū, och gränsar till Kyoto, Nara, Hyōgo och Wakayama. I sydväst ligger Osakabukten. Viktiga städer inkluderar residensstaden Osaka och hamnstaden Sakai.
Osaka är den enda prefekturen invid kusten i Japan som inte har några naturliga öar. Däremot finns ett antal konstgjorda öar, bland annat den där Kansais internationella flygplats ligger.
Osaka prefektur bildades av de forna provinserna Kawachi, Izumi och östra delen av Settsu.
Osaka blev den första prefektur i Japan att utse en kvinnlig guvernör när Fusae Ōta valdes år 2000. Hon ersatte då komikern Knock Yokoyama som avsattes efter att ha blivit fälld i domstol för sexuella trakasserier.

## Administrativ indelning
Prefekturen var år 2016 indelad i 33 städer (-shi) och tio kommuner (-chō eller -mura).
De tio kommunerna grupperas i fem distrikt (-gun). Distrikten har ingen egentlig administrativ funktion utan fungerar i huvudsak som postadressområden. Två städer, Osaka och Sakai, har status som signifikant stad (seirei shitei toshi). 
Städer:
- Daito, Fujiidera, Habikino, Hannan, Higashiōsaka, Hirakata, Ibaraki, Ikeda, Izumi, Izumiōtsu, Izumisano, Kadoma, Kaizuka, Kashiwara, Katano, Kawachinagano, Kishiwada, Matsubara, Minoh, Moriguchi, Neyagawa, Osaka, Ōsakasayama, Sakai, Sennan, Settsu, Shijōnawate, Suita, Takaishi, Takatsuki, Tondabayashi, Toyonaka, Yao

Distrikt och kommuner
| - Minamikawachi distrikt - Chihayaakasaka - Kanan - Taishi - Mishima distrikt - Shimamoto - Senboku distrikt - Tadaoka | - Sennan distrikt - Kumatori - Misaki - Tajiri - Toyono distrikt - Nose - Toyono |

## Lärosäten
- Kansai universitet
- Osaka universitet

## Guvernörer
- Kazuo Nakagawa, partilös, 23 april 1991–23 april 1995
- Knock Yokoyama, partilös, 23 april 1995–22 december 1999
- Fusae Ōta, partilös, 6 februari 2000–5 februari 2008
- Tōru Hashimoto, partilös, 6 februari 2008–31 oktober 2011
- Ichirō Matsui, Ōsaka Ishin no Kai, 28 november 2011–21 mars 2019
- Hirofumi Yoshimura, Ōsaka Ishin no Kai, 2019–[4]

Denna lista hämtas från Wikidata. Informationen kan ändras där.